# Fédération de football d'Arménie

old logo

La  Fédération de football d'Arménie (en arménien Հայաստանի ֆուտբոլի ֆեդերացիա, ՀՖՖ ; en anglais, Football Federation of Armenia, FFA) est une association regroupant les clubs de football d'Arménie et organisant les compétitions nationales et les matchs internationaux de la sélection d'Arménie.

## Histoire
La fédération est fondée en 1992. Elle est affiliée à la FIFA depuis 1992 et est membre de l'UEFA depuis 1992. Depuis sa création, la fédération remet annuellement le prix du Footballeur arménien de l'année.